# آل رحمة
آل رحمة قرية تقع شمال محافظة النماص تتبع مركز وادي زيد، محافظة النماص في منطقة عسير في جنوب غرب السعودية واهلها من قبيلة ال وليد من بني شهر من رجال الحجر

## أنظر أيضًا
- آل سلمة
- آل شاجع
- آل صفية